# 刚性方程
在数学領域中，剛性方程（stiffness equation）是指一个微分方程，其數值分析的解只有在時間間隔很小時才會穩定，只要時間間隔略大，其解就會不穩定。目前很難去精确地去定義哪些微分方程是刚性方程，然而粗略而言，若此方程式中包含使其快速變動的項，則其為剛性方程。
在積分微分方程時，若某一區域的解曲線的變化很大，會希望在這個區域的積分間隔密一些，若另一區域的曲線近似直線，且斜率接近零，會希望在這個區域的積分間隔鬆一些。不過針對一些問題，就算曲線近似直線，仍然需要用非常小的積分間隔來積分，這種現象稱為「剛性」。有時可能會出現兩個不同問題，一個有「剛性」，另一個沒有，但兩個問題卻有同一個解的情形。因此「剛性」不是解本身的特性，而是微分方程的特性，也可以稱為是刚性系統。

## 範例
考虑下面的初值问题：
{\displaystyle \,y'(t)=-15y(t),\quad t\geq 0,\,y(0)=1}
其精确解是
{\displaystyle y(t)=e^{-15t}}，并且显然当{\displaystyle t\to \infty }时{\displaystyle y(t)\to 0}。
會希望数值解能够具有相同的特性。

在求解一個刚性常微分方程時，用顯式方法出現的不穩定情形

若以歐拉方法來求數值解，則使用不同的步长（step size）將會得到不同的結果。第一种，步长{\displaystyle h=1/4}的欧拉法强烈的震荡并且很快离开了图的边界。当将步长减半为{\displaystyle h=1/8}时，得到的结果在图的范围以内。但是它依然在0附近震荡，并且不可能表示精确的解。
而梯形法，即两阶段亚丹士-莫耳吞法，表达为
{\displaystyle y_{n+1}=y_{n}+{1 \over 2}h\left(f(t_{n},y_{n})+f(t_{n+1},y_{n+1})\right).}
其求得的結果比欧拉法的結果要好很多。如上图所示，数值结果单调地减少到零，如同精确解一样。

## 特征
剛性系統的特色是該系統所有特征值的实部均为负数，并且其中特征值实部絕對值中，最大和最小的比值远大于1。

## 龙格－库塔法
將龍格－庫塔法應用至測試方程{\displaystyle y'=k\cdot y}，可以得到如{\displaystyle y_{n+1}=\phi (hk)\cdot y_{n}}的形式，並可歸納出{\displaystyle y_{n}=(\phi (hk))^{n}\cdot y_{0}}，其中{\displaystyle \phi }稱為穩定性函數。因此{\displaystyle \lim _{n\to \infty }y_{n}=0}的條件等價於{\displaystyle |\phi (hk)|<1}。這啟發了絕對穩定區域（有時簡稱為穩定區域）的定義，亦即集合{\displaystyle \{z\in \mathbb {C} |\,|\phi (z)|<1\}}。
若一個方法的穩定區域包含{\displaystyle \{z\in \mathbb {C} |\,\mathrm {Re} (z)<0\}}（即左半平面），則稱該方法為A-穩定。

## 例子: 欧拉与梯度法

粉紅色的圓形區域為歐拉方法的穩定區域。

粉紅色的區域為梯形法的穩定區域。